# Тюин
Тюин (норв. Tyin) — водохранилище в юго-западной части Норвегии. Площадь водного зеркала — 33 км². Глубина достигает 81 м. Объём воды — 313 млн м3. Высота над уровнем моря колеблется от 1082,8 до 1072,5 м.
Расположено на пограничье коммуны коммуны Ванг фюльке Иннландет и коммуны Ордал в фюльке Вестланн.
Дорога округа 53 (Тюин-Ордал) проходит вдоль южного берега озера, а дорога округа 252 (Тюин-Эйдсбугарден) — вдоль восточного берега озера.

## Название
Название озера происходит от названия реки Тья.